# Steve 'n' Seagulls
Steve 'n' Seagulls és un grup musical finès d'estil country que interpreta versions bluegrass de cançons conegudes de rock dur i heavy metal. La banda va començar el 2011 però va esdevenir famosa l'estiu de 2014 amb la publicació de vídeos a YouTube, especialment la versió del tema «Thunderstruck» d'AC/DC que ha rebut prop de 100 milions de visites.
El nom del grup és un joc de paraules que ressembla al nom de l'actor nord-americà Steven Seagal. Han tocat a grans festivals com Wacken Open Air o Sweden Rock i han realitzat gires per Europa, l'Amèrica del Nord i Austràlia, visitant en diverses ocasions els Països Catalans (Alacant) i diferents ciutats de l'Estat espanyol.

## Origen
El grup radica a Jyväskylä i la majoria dels integrants provenen de zones rurals de Finlàndia, on han treballat a les granges familiars. Per aquest motiu mantenen una estètica camperola i els noms dels seus discos són una referència directa a llurs arrels grangeres. Les seves principals influències musicals són els autors de bluegrass tradicional i artistes moderns del country nord-americà com ara Greensky Bluegrass, Robert Ellis, Johnny Cash, Mike Mumford i altres.
El precedent del grup es va formar casualment el 2010 arran d'una gira amb temes d'estil country propis de l'Spaghetti western. Aquestes primeres actuacions van ser seguides de noves versions de cançons d'estil pop, i a partir de l'ingrés d'Irwin Remmel com a cantant dos anys després la banda va començar a versionar temes de rock dur i heavy metal.
El maig de 2015 van llançar el seu primer àlbum –Farm Machine– amb la discrogràfica finesa Spinefarm Records, amb qui han continuat publicant els treballs posteriors.

## Membres de la banda
Membres actuals
- Irwin Remmel (Tomi Tajakka) – veu principal, guitarra acústica, balalaica, mandolina
- Herman (Matias Haavisto) – banjo, veu, guitarra acústica
- Hiltunen (Viljam Hänninen) – acordió, kantele, mandolina, teclats, flauta
- Jamppa (Janne Tuovinen) – contrabaix i veu
- Skubu (Juha Salonen) – tambors, percussió, veu

Antics membres
- Pukki Kaalinen – contrabaix i veu (fins al maig de 2019)
- Puikkonen – tambors, percussió, veu (fins a l'agost de 2019)

## Discografia
Àlbums
- Farm Machine (2015)
- Brothers in Farms (2016)
- Grainsville (2018)
- Another Miracle (2020)

Senzills més populars
- «The Trooper» d'Iron Maiden (2014)
- «Thunderstruck» d'AC/DC (2014)

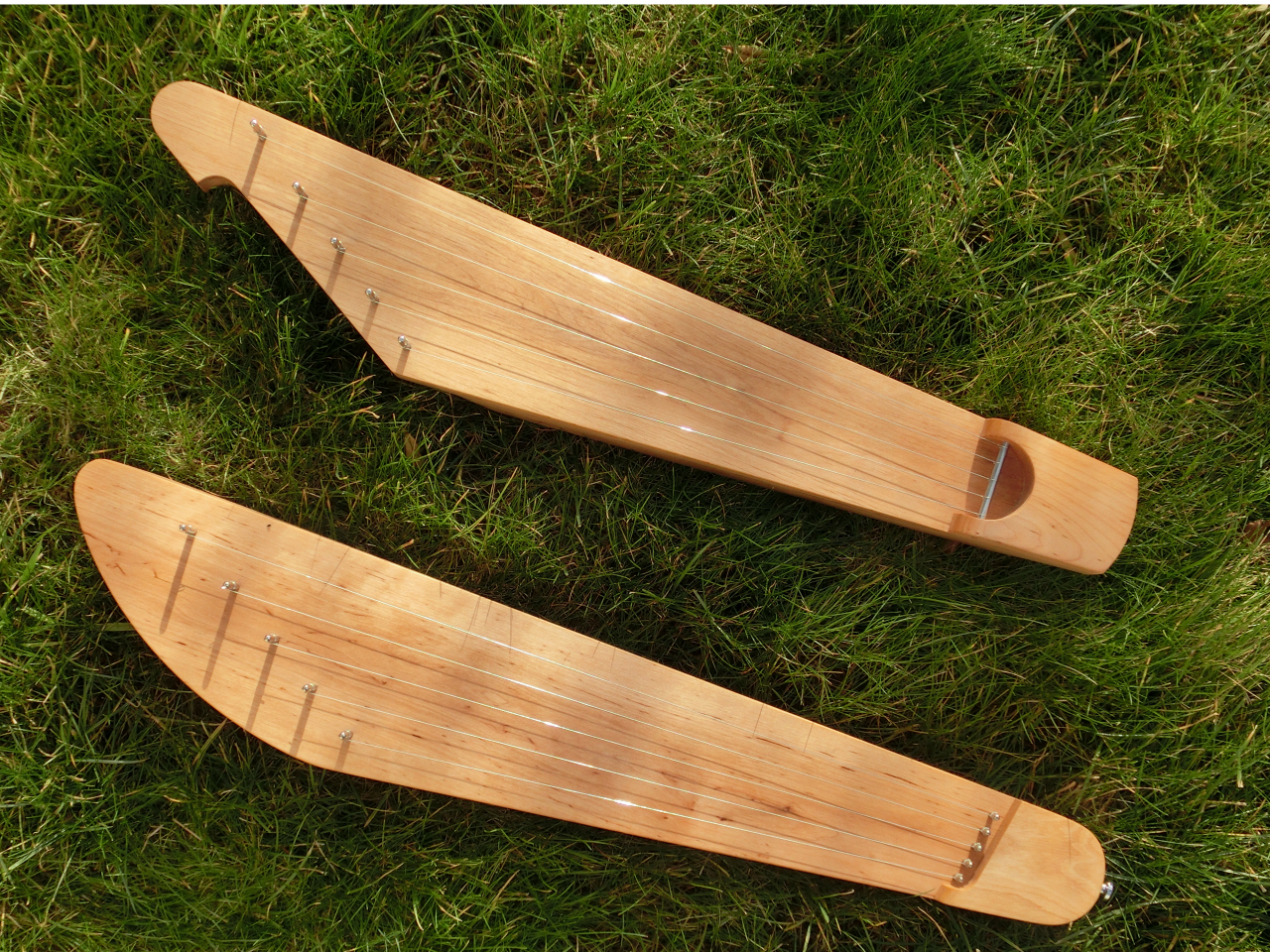
El kantele, instrument tradicional finès que Steve 'n' Seagulls ha incorporat en algunes de les seves versions.

- «You Shook Me All Night Long» d'AC/DC (2015)
- «Nothing Else Matters» i «Seek And Destroy» de Metallica (2015)
- «Cemetery Gates» de Pantera (2015)
- «November Rain» de Guns N' Roses (2016)